# Aigã
Aigã (em grego: Αϊγάν; m. 534) foi um oficial militar bizantino de origem huna ativo no reinado do imperador Justiniano (r. 527–565).

## Etimologia
O nome de Aigã foi variadamente descrito como de origem iraniana por Ferdinand Justi e turca por Otto Maenchen-Helfen. Justi não rastreou uma etimologia para a palavra, mas classificou o nome dentre os demais com terminações em -an ou gan. Maenchen-Helfen sugeriu que deriva do turco ai-khan, "príncipe lua", como um dos seis filhos de Oguz Cã foi chamado.

## Vida

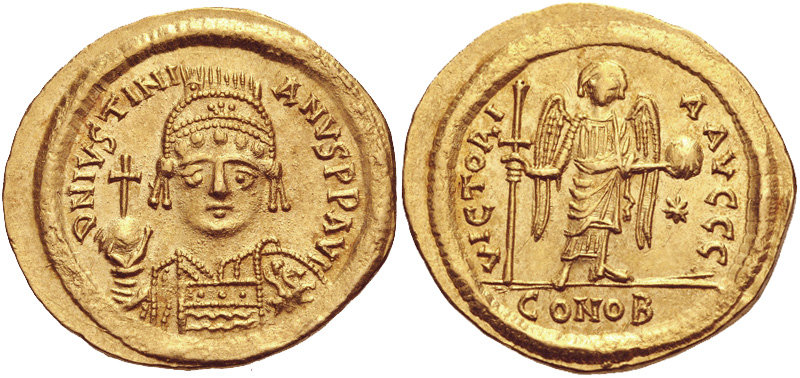
Soldo de Justiniano r.

Aigã foi citado pela primeira vez em junho de 530, na Batalha de Dara, onde comandou com Sunicas 600 cavaleiros subordinados a Belisário. Ajudaram a perseguir a ala persa esquerda e então fortaleceram a ala romana direita que estava sob comando de Símas e Ascano. Por 533, Aigã fez parte da guarda pessoal de Belisário, lhe rendendo prestígio dentro do exército. Em 533, esteve entre os quatro cavaleiros enviados por Belisário numa expedição contra os vândalos; os outros foram Rufino, Papo e Barbato. Participou na batalha de Tricamaro como um dos comandantes da ala direita bizantina. No verão de 534, quando Belisário voltou a Constantinopla, permaneceu na África, junto de Rufino, sob o oficial Salomão. No final do mesmo ano, provavelmente como comandante da cavalaria de Bizacena, Aigã e Rufino emboscaram tropas mouras, matando-as e libertando seus prisioneiros. Em retaliação, as forças mouras se reagruparam e lançaram um ataque contra os oficias. Aigã foi morto durante a batalha.